# Breakaway (Kelly Clarkson-låt)
"Breakaway" är en låt från 2004, skriven av Avril Lavigne, Bridget Benenate och Matthew Gerrard samt producerad av  John Shanks.
Det var Kelly Clarksons första singel i Nordamerika, Latinamerika, Brasilien och Australien, och den femte singeln i Europa och Indonesien, från Clarksons andra album, Breakaway.

## Listplaceringar
| Lista (2004-2007)  | Topplacering |
| ------------------ | ------------ |
| Australien         | 10           |
| Belgien (Flandern) | 6            |
| Nederländerna      | 30           |
| Nya Zeeland        | 12           |
| Schweiz            | 14           |
| Sverige            | 30           |
| Österrike          | 8            |

### Fotnoter
1. 1 2  ”Avril Lavigne Helps Kelly Clarkson Become A Pop 'Princess'”. mtv.com. 30 april 2004. Arkiverad från originalet den 3 november 2012. https://web.archive.org/web/20121103053941/http://www.mtv.com/news/articles/1489852/kelly-clarkson-shoots-video-avril-song.jhtml. Läst 13 juni 2008.
2. 1 2 3  ”Bridget Benenate Co-Writes “Breakaway” for Kelly Clarkson”. songwriteruniverse.com. http://www.songwriteruniverse.com/benenate.htm. Läst 13 juni 2008.
3. ↑  ”Listplacering”. http://australian-charts.com/showitem.asp?interpret=Kelly+Clarkson&titel=Breakaway&cat=s. Läst 23 maj 2011.
4. ↑  ”Listplacering”. http://www.ultratop.be/nl/showitem.asp?interpret=Kelly+Clarkson&titel=Breakaway&cat=s. Läst 23 maj 2011.
5. 1 2  ”Listplacering”. http://hitparade.ch/showitem.asp?interpret=Kelly+Clarkson&titel=Breakaway&cat=s. Läst 23 maj 2011.
6. ↑  ”Listplacering”. Arkiverad från originalet den 21 augusti 2011. https://web.archive.org/web/20110821101446/http://charts.org.nz/showitem.asp?interpret=Kelly+Clarkson&titel=Breakaway&cat=s. Läst 23 maj 2011.
7. ↑  ”Listplacering”. http://swedishcharts.com/showitem.asp?interpret=Kelly+Clarkson&titel=Breakaway&cat=s. Läst 23 maj 2011.
8. ↑  ”Listplacering”. http://austriancharts.at/showitem.asp?interpret=Kelly+Clarkson&titel=Breakaway&cat=s. Läst 23 maj 2011.